# Cephalotes patei
Cephalotes patei är en myrart som först beskrevs av Kempf 1951.  Cephalotes patei ingår i släktet Cephalotes och familjen myror. Inga underarter finns listade.